# Van Broeckhuysen

Familiewapen Van Broeckhuysen

Van Broeckhuysen is een geslacht van oude Gelderse adel waarvan leden vanaf 1814 tot de adel van het Koninkrijk der Nederlanden gingen behoren en welk geslacht in 1887 uitstierf.

## Geschiedenis
De bewezen stamreeks begint met Johan van Bruechusen die in 1394 werd beleend met de hof Ter Binnen in het Land van Kessel. Zijn kleinzoon Johan die voor 1484 overleed werd schepen van Arnhem. Diens zoon Willem werd in 1480 burger van Harderwijk en diens nageslacht bekleedde tot in de 19e eeuw bestuursfuncties in die laatste stad, waaronder die van burgemeester. Vanaf de 16e eeuw werden leden opgenomen in ridderschappen.
In 1814 werd een nazaat opgenomen in de (moderne) Ridderschap van Gelderland, in 1822 werd diens broer Roelof Wolter Herman van Broeckhuysen (1774-1833) erkend te behoren tot de Nederlandse adel met de titel van baron (overgaande op alle afstammelingen); met een van de vier dochters van de laatste stierf het adellijke geslacht in 1887 uit.

## Enkele telgen
- Willem Herman van Broeckhuysen (1745-1788), burgemeester van Harderwijk
- Roelof Wolter Herman van Broeckhuysen (1774-1833), burgemeester van Harderwijk 1814-1815